# Perlongipalpus
Perlongipalpus Eskov & Marusik, 1991 è un genere di ragni appartenente alla famiglia Linyphiidae.

## Distribuzione
Le quattro specie oggi attribuite a questo genere sono state reperite nella Russia asiatica e in Mongolia..

## Tassonomia
A giugno 2012, si compone di quattro specie:
- Perlongipalpus mannilai Eskov & Marusik, 1991 — Russia
- Perlongipalpus mongolicus Marusik & Koponen, 2008 — Mongolia
- Perlongipalpus pinipumilis Eskov & Marusik, 1991[3] — Russia, Mongolia
- Perlongipalpus saaristoi Marusik & Koponen, 2008 — Russia